# Ludzie bezdomni
Ludzie bezdomni – powieść młodopolska autorstwa Stefana Żeromskiego, napisana w 1899 roku w Zakopanem, po raz pierwszy wydana w 1900 roku. Opisuje życie i działalność społeczną młodego lekarza Tomasza Judyma oraz dzieje jego miłości do Joanny Podborskiej. Powieść osadzona jest w realiach końca XIX wieku i pokazuje idee pracy dla ludu oraz osobistego poświęcenia.
Pełny tekst:  Ludzi bezdomnych  w Wikiźródłach 

  Pobierz jako: EPUB   • PDF   • MOBI  

## Okoliczności powstania utworu

### Inspiracje

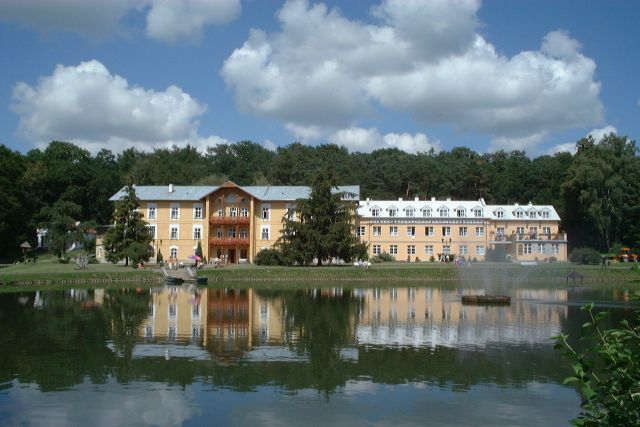
Nałęczów – pierwowzór Cisów

Żeromski w Zakopanem poznał Tomasza Janiszewskiego, którego – według Jana Majdy – uczynił prototypem głównego bohatera powieści – Tomasza Judyma.
Pisarz bardzo dokładnie przygotowywał się do pisania utworu, który stanowi efekt pasji poznawczej i pozytywistycznych przekonań, że praca pisarska musi łączyć się z rzetelną, naukową nieomal penetracją społecznej rzeczywistości i własnych przekonań.

### Publikacja
„Ludzie bezdomni” to piąta książka Stefana Żeromskiego, która ukazała się drukiem. Powieść składa się z dwóch tomów, z których pierwszy liczy dziesięć tytułowanych rozdziałów, a drugi – trzynaście.

## Treść
Pisarz zainaugurował nią cykl powieści współczesnych, osadzonych w realiach życia polskiego schyłku XIX wieku, podporządkowany naczelnej idei – pracy społecznikowskiej. Podejmuje ją doktor Tomasz Judym, który samodzielnie i po latach wyrzeczeń zdobywa zawód lekarza, mający mu umożliwić niesienie pomocy innym ludziom, w szczególności jednak biednym i pokrzywdzonym.

## Postacie
- Tomasz Judym – ambitny, młody lekarz. Uważa, że jego posłannictwem jako lekarza jest niesienie pomocy ludziom z niższej warstwy społecznej, dąży do tego by poprawić warunki w jakich żyją i pracują. Żeromski nadał Judymowi cechy romantycznego buntownika: rozdarcie wewnętrzne, poczucie obcości, wielki indywidualizm. Jednak bohater Żeromskiego posiada też cechy pozytywistycznego społecznika: chęć poświęcenia się dla ludzi, wiara w ideę pracy organicznej i pracy u podstaw.

- Joasia Podborska – ma około 26 lat. Jest domową nauczycielką panien Orszeńskich. Wcześnie straciła rodziców, utrzymywała się z własnej pracy i wspomagała młodszych braci. Wiele zawdzięcza samokształceniu, wiele czytała, interesowała się literaturą i teatrem. Pracę nauczycielską traktowała jako posłannictwo. Wierzyła w dobro, postęp, chciała się do niego przyczynić. Tęskniła za utraconym domem i pragnęła mieć kogoś bliskiego.

- Korzecki – inżynier, pracujący przy kopalni w Zagłębiu
- Niewadzka – majętna wdowa
- Natalia Orszeńska – starsza wnuczka Niewadzkiej
- Wanda Orszeńska – młodsza wnuczka Niewadzkiej
- Wiktor Judym – brat Tomasza
- Teosia – żona Wiktora Judyma, matka Karolci i Franka
- Węglichowski – dyrektor zakładu w Cisach
- Jan Bogusław Krzywosąd Chobrzański – administrator zakładu w Cisach
- Leszczykowski – kupiec, za granicą nazywany M. Les

## Odbiór i analiza
Krytycy i czytelnicy uznali ją za wielkie wydarzenie o wymiarze społeczno-politycznym. Ludzie bezdomni przynieśli Żeromskiemu pozycję „duchowego wodza pokolenia”. Powieść odczytano jako dzieło o problemach społeczno-moralnych epoki, jako protest przeciwko rozwarstwieniu i niedoli najbiedniejszych warstw narodu. Przez niektórych uważany również jako manifest ideowy, głoszący walkę z oportunizmem i egoizmem społecznym.
Żeromski dzięki tej powieści stał się autorytetem moralnym dla jemu współczesnych (nie tylko w Polsce – Ludzi bezdomnych wydano w 14 językach). Wywarł bezpośredni wpływ na sposób myślenia i życia młodych ludzi z początków XX wieku.
W Polsce książkę dodano do listy lektur szkolnych (dla szkół ponadpostawowych kończących się maturą, później - liceów profilowanych, szkół ponadgimnazjalnych) w 1999 r.; ta lista lektur obowiązywała do roku 2017.

## Adaptacje
20 października 1975 miał premierę film obyczajowy o tytule Doktor Judym na podstawie powieści. W rolę Tomasza wcielił się Jan Englert, a Joannę zagrała Anna Nehrebecka. Reżyserem był Włodzimierz Haupe.